# 亡命天涯 (彼得·凯里小说)
《亡命天涯》是澳大利亚作家彼得·凯里2008 年的小说。它入选2008年昆士兰总理文学奖短名单，并入选2010 年国际IMPAC都柏林文学奖长名单。

## 情节
小说设定于1972年，主人公切·塞尔柯克由祖母在纽约抚养长大。一次，他从纽约凯诺扎湖上与世隔绝的家来到城里，遇到了一位他认为是他母亲的女人。这个女人——黛尔试图安排切与真正的母亲苏珊相见。但切的母亲在试图放置炸弹时身亡，没能见到儿子。黛尔也遭到通缉，带切逃离纽约，首先来到西雅图，在那里他们短暂地见到了切的父亲大卫，然后前往澳大利亚的昆士兰。狄阿尔和切最终在一个嬉皮士社区定居，同时继续他们的流亡生涯。

## 评价
- 《纽约时报》：“在《亡命天涯》中，彼得·凯里从当代演讲的薄纱中汲取了魔力，就像以前在他更奇特的光滑天鹅绒般的散文中所作的那样。对于这位多才多艺的作家来说，这部小说标志着一个次完全成功的转型，他通常关注不可触碰的过去，描绘真实或想象中的怪人华丽的故事：赌徒和梦想家，马戏团怪胎，亡命之徒，浪子和热情的怪人。” [1]
- 《悉尼先驱晨报》：“开篇精彩绝伦，这位作家对自己的力量充满信心，在某种程度上，他有能力摆脱任何困境” [2]